# Zoë Straub
Zoë Straub, född 1 december 1996 i Wien, mer känd som Zoë, är en österrikisk sångerska.

## Eurovision
Den 12 februari 2016 deltog Zoë i Wer singt für Österreich?. Hon blev vinnare av totalt tio tävlande med låten "Loin d'ici".
Vinsten innebar att Zoë representerade Österrike i Eurovision Song Contest 2016 i Stockholm med sin låt. Hon framförde bidraget i den första semifinalen i Globen den 10 maj 2016. Hon slutade på en 13:e plats i finalen.

## Diskografi

### Album
- 2015 - Debut

### Singlar
- 2015 - "Quel filou"
- 2015 - "Je m'en fous"
- 2015 - "Mon cœur a trop aimé"
- 2016 - "Loin d'ici"